# Péter Jakab
Péter Dénes Jakab (* 16. srpna 1980, Miskolc) je maďarský pedagog, pravicový politik, poslanec Zemského sněmu a bývalý předseda Hnutí za lepší Maďarsko (Jobbik).

## Životopis
Jakab mluví otevřeně o svém židovském původu. Jeho pradědeček zemřel v koncentračním táboře Auschwitz. Jeho babička v roce 1925 konvertovala na křesťanství a v Mezőtúru vychovala 11 dětí.
V roce 2004 promoval na univerzitě v Miskolci. V období mezi lety 2009 a 2010 působil jako učitel dějepisu na střední odborné škole Cali v Miskolci.
V parlamentních volbách v roce 2018 byl zvolen poslancem Zemského sněmu. Od února do června 2019 byl zástupcem vedoucího parlamentní frakce strany Jobbik. Od června 2019 je předsedou parlamentní frakce strany. Dne 25. ledna 2021 se Péter Jakab rozhodl, že bude kandidovat v opozičních primárních volbách jako kandidát na předsedu vlády.